# Голубка, Пётр Михайлович
Пётр Михайлович Голубка (укр. Петро Михайлович Голубка; род. 28 августа 1972, Колодное) — украинский футболист, игравший на позиции нападающего.

## Биография
Воспитанник Тячевской ДЮСШ, первый тренер —— Василий Адамец. Начал карьеру в соседней Львовщине, выступая на любительском уровне за «Карпаты» из Каменки-Бугской и николаевский «Цементник». Первым профессиональным клубом в карьере стал жидачовский «Авангард», выступавший в переходной лиге чемпионата Украины. В следующем сезоне провёл одну игру в Кубке Украины за харцызский «Горняк», а в чемпионате выступал за «Медиту» из Шахтёрска, где за полгода забил 7 голов, чем привлёк внимание клуба высшей лиги — симферопольской «Таврии». В составе крымчан закрепиться не смог, поэтому сезон доигрывал в житомирском «Химике». В следующем чемпионате стал игроком кировоградской «Звезды-НИБАС», цвета которой защищал на протяжении года и стал победителем первой лиги. В 1996 году снова стал игроком команды из высшего дивизиона — львовских «Карпат», где, однако, снова не смог заиграть. В дальнейшем выступал за перволиговые «Закарпатье» и «Волынь»
В 1997 году перебрался в Польшу, где играл в составе «Стали» из города Сталёва-Воля. В 1998 году вернулся на родину, став игроком тернопольской «Нивы». Проведя полгода в составе тернопольчан, в зимнее межсезонье покинул клуб, в дальнейшем выступая за ряд западноукраинских клубов из Второй лиги чемпионата Украины. В 1999—2000 годах некоторое время выступал за мини-футбольный «Николаев». В 2003 году снова отправился в Польшу, где выступал за «Полонию» из Пшемысля и «ЯКС-1909» из Ярослава. В 2004 году провёл несколько матчей за любительское «Раздолье» из Нового Роздола, после чего завершил карьеру.
По завершении выступлений работал тренером в любительских клубах из Львовской области.

## Достижения
- Победитель первой лиги Украины: 1994/1995
- Победитель второй лиги Украины: 1999/2000 (группа «А»)

## Семья
Сын — Юрий Голубка — также профессиональный футболист.